# Primärminne

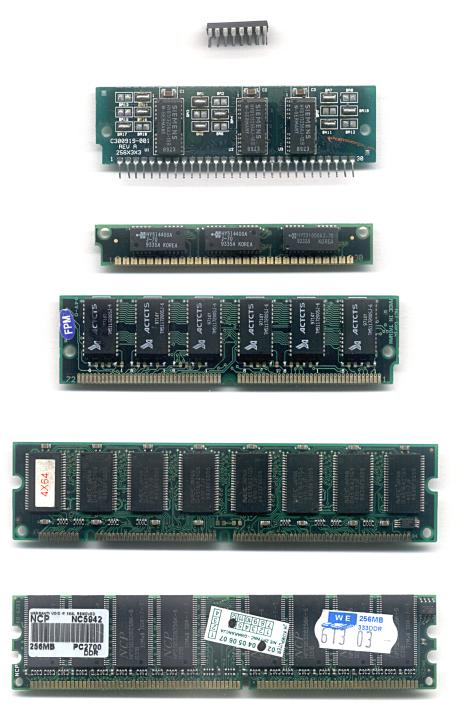
RAM-moduler för användning som primärminne av olika typer.

Primärminne eller arbetsminne (ibland, av historiska skäl, internminne) är det minne som en dators centralprocessor kan använda (mer eller mindre) direkt, i motsats till sekundärminne, vars innehåll först måste laddas in i primärminnet. Primärminnet används för att lagra datorprogram och olika former av data när programmen används.
Beskrivningen ovan gäller strängt taget inte hur vanliga moderna datorer fungerar, men nog hur minnesanvändningen ser ut ur maskinspråkssynvinkel. Moderna centralprocessorer har cache i flera nivåer, där data och instruktioner ur primärminnet lagras för att snabbt kunna användas på nytt, utan att detta explicit styrs i programkoden. Beskrivningen tar inte heller hänsyn till registren i centralprocessorn.
I praktiken är primärminnet vanligen flyktigt: dess innehåll försvinner då datorn stängs av. Den andra huvudsakliga typen av skrivbart datorminne är mer permanent och kallas därför lagringsminne (historiskt sekundärminne eller ibland externminne), efter sin användning. Minneskapacitet mäts normalt i bytes tillsammans med binärprefix med basen 2 (kibibyte, mibibyte, gibibyte), trots att man historiskt använt namnet på motsvarande SI-prefix (kilobyte, megabyte, gigabyte).

## Historik
Minnestekniken har genomgått flera stora teknikskiften sedan datorns barndom under tidigt 1940-tal. De tekniker som används idag (integrerade dynamiska och/eller statiska minnen) har dock i sina grundprinciper förblivit oförändrade sedan mikrodatorn (och persondatorn) introducerades under 1970-talet. Däremot har successiva generationer av minneskretsar förfinats rörande intern implementeringsteknik och/eller elektriskt gränssnitt. Själva minneskapaciteten har också ökat enormt sedan 1970-talet, tack vare att transistor- och linjedimensioner i kretsarna kunnat reduceras ett flertal gånger per decennium.
Hemdatorer i början på 1980-talet hade vanligtvis ett primärminne på ett fåtal kilobyte, upp till 64 KB, medan den ursprungliga IBM PC hade mellan 16 och 256 KB. År 2012 är nytillverkade persondatorer vanligtvis utrustade med mellan 1024 och 8192 MB. De har alltså tusentals gånger så stort primärminne som IBM PC (även PC-XT, PC-AT) och en miljon gånger så stort primärminne som merparten tidiga hemdatorer (bara grafikkortet i en persondator kan idag vara utrustat med mellan 128 och 4096 MB).
Idag har de flesta datorer inbyggda hårddiskar. Tidigare var lagringsmedia ofta inte inbyggt i själva datorn, och därför använder man ibland av historiska skäl begreppet internminne om primärminne.

## Minneskretsar
Primärminne är vanligtvis flyktigt läs - och skrivbart minne (RWM) av RAM-typ. Att minnet är flyktigt innebär att data som lagrats i minnet försvinner när strömmen slås av. Vissa typer av RAM, såsom MRAM är icke-flyktigt (jämför ROM, EEPROM och hårddisk).
"RAM" står för Random Access Memory och Random access syftar på att man direkt kan adressera enskilda minnespositioner (i regel med ungefär samma åtkomsttid oavsett vilken del av minnet som adresseras). Detta ska jämföras med till exempel magnetband, som måste genomsökas sekventiellt, och hårddiskar och andra skivminnen, vars sektorer kan nås direkt men måste läsas i sin helhet för att nå en enskild adress inom den.
En minnesposition kan vara olika stor. I många arkitekturer kan man adressera minnet byte för byte, men det förekommer också att man måste adressera minnet ordvis.
Det finns också RAM-minnen som inte går att använda som primärminne, oftast för att det är för långsamt eller inte är skrivbart (minne för programkod behöver dock inte vara skrivbart, annat än till den del programmet innehåller självmodifierande kod eller tabeller över variabla minnespositioner).

### Typer av primärminne
- SRAM (statiskt RAM)
- DRAM (dynamiskt RAM)
  - VRAM (video-RAM)
  - SDRAM (Synchronous Dynamic RAM)
    - DDR SDRAM (Double Data Rate SDRAM)
    - DDR2
    - DDR3
    - DDR4
- MRAM

## Virtuellt minne
Oftast används olika typer av minneskretsar för att bygga upp primärminnet men som backup använder idag de flesta operativsystem sekundärminne i form av hårddiskar som primärminne. Det hela går ut på att data och programkod i det reella primärminnet som används sällan sparas ner till hårddisken för att sedan läsas tillbaks när det behövs. Den här tekniken gör att de snabbare minneskretsarna frigörs för det som används ofta och det finns ett antal sätt att räkna ut vad som skall sparas på minneskretsarna och vad som skall skrivas ner på hårddisken. Hela proceduren sköts dessutom automatiskt av operativsystemet och det enda som användaren kan märka är att hårddisken arbetar ibland.